# Roussel Ngankam
Roussel-Fidele Ngankam-Hontcheu (* 15. September 1993 in Bafang, Kamerun) ist ein deutsch-kamerunischer Fußballspieler. Er wird meist im Sturmzentrum eingesetzt.

## Karriere
In seiner Jugendzeit spielte Roussel Ngankam bei Hertha BSC und wurde von 10. Dezember 2011 zum ersten Mal von Trainer Karsten Heine in der zweiten Mannschaft der Hertha beim 2:1-Sieg gegen den VfB Lübeck eingesetzt. Seine ersten beiden Tore für die zweite Mannschaft erzielte er am 12. Februar 2012 bei der 2:5-Niederlage gegen den die zweite Mannschaft von Hannover 96.
Zur Saison 2012/13 wechselte er zum 1. FC Nürnberg. Er wurde dort in der zweiten Mannschaft eingesetzt. Sein Debüt für die zweite Mannschaft der Nürnberger absolvierte er am 7. August 2012 beim 1:1 gegen den FV Illertissen. Zwei Spieltage später bei dem 2:0-Sieg gegen den FC Eintracht Bamberg am 18. August 2012 erzielte er in der 89. Minute den 2:0-Endstand und konnte sein Premierentor bejubeln.
Zur Saison 2014/15 wechselte Roussel Ngankam zum rumänischen Erstligisten FC Botoșani und debütierte am 24. August 2014 beim 1:0-Sieg gegen Universitatea Cluj. Sein erstes Tor für seinen neuen Verein konnte er bei dem 3:2-Sieg gegen Dinamo Bukarest erzielen. In der 90. Minute erzielte er den 3:2-Entstand für sein Team.
Der FC Botoșani verlängerte den am Saisonende auslaufenden Vertrag mit Roussel Ngankam nicht und er wurde nach kurzer Vereinslosigkeit von der SG Sonnenhof Großaspach verpflichtet. Sein Debüt für die SG Sonnenhof Großaspach in der 3. Liga feierte er am 12. September 2015 beim 4:0-Sieg bei der zweiten Mannschaft von Werder Bremen. Von Trainer Rüdiger Rehm wurde er in der 79. Minute für Pascal Breier eingewechselt. Am 9. März 2016 verlängerte er seinen Vertrag bis zum 30. Juni 2018.
Trotz der Vertragsverlängerung verließ er am 31. August 2016 die SG Sonnenhof und schloss sich den Regionalligisten Rot-Weiss Essen an. Nach zwei Saisons verließ er den Verein wieder und war zunächst vereinslos. Im Februar 2019 schloss er sich schließlich dem VfB Eichstätt in der Regionalliga Bayern an. Mit dem VfB Eichstätt gewann er durch den zweiten Platz in der Liga die Bayerische Amateurmeisterschaft, welche zur Teilnahme am DFB-Pokal berechtigt. Nach der Saison 2018/19 verließ er den Verein wieder und wechselte zum Westfalenligisten DJK TuS Hordel, für den er in 9 Spielen 2 Tore erzielte. Seit der Saison 2020/21 spielt er für den Westfalenligisten SG Wattenscheid 09.

## Privates
Roussels jüngerer Bruder Jessic ist ebenfalls Profifußballspieler.